# Romanello di Battaglia
Romanello di Battaglia è un'isola dell'Italia, nel Lazio.